# Marička (avtonomno podvodno vozilo)
Marička (ukrajinsko Марічка) je ukrajinsko večnamensko avtonomno podvodno vozilo (APV), ki je sposobno izvajati podvodne napadalne misije, prevoz tovora in izvidništvo.

## Razvoj
Poročilo o prvem uspešnem preizkusu Maričke je bilo objavljeno 24. avgusta 2023. 29. avgusta je bil javnosti predstavljen video posnetek testov. Marička je zasnovana tako, da lahko napade različna plovila, obalne utrdbe, mostove itd. Izvaja lahko tudi nenapadalne naloge kot je prevoz tovora ter izvidništvo.

## Lastnosti
Marička lahko plava v morju v spalnem načinu in se aktivira s pomočjo časovnika ali signala. Po trditvah proizvajalca se lahko skrije pred hidroakustičnimi skenerji ter lahko prenese poskuse elektronskega bojevanja. Zasnovana je tako, da vojaške ladje zadane pod gladino vode, kar poveča učinkovitost napada.
Marička v dolžino meri 6 m, v širino pa 1 m. Operativni doseg naj bi bil do 1000 km, cena enote pa 16 milijonov griven.

## Poglej tudi
- MAGURA V5
- Morski malček